# Matsohely
Matsohely est une commune du nord de Madagascar, appartenant au district d'Andapa, appartenant à la région de Sava, dans la province de Diego-Suarez.

## Économie
Commune agricole, avec 99 % de la population qui travaille dans ce secteur, les cultures sont principalement le riz, le café, des arachides et des haricots.

## Démographie
La population est estimée à environ 7 567 habitants en 2001.